# Università degli Studi del Sannio
L'Università degli Studi del Sannio (in acronimo UniSannio) è una università statale italiana fondata nel 1998, con sede a Benevento.

## Storia
L'università nacque come sezione distaccata dell'Università di Salerno ed inizialmente era inclusa nel piano quadriennale 1986-90. Tramite decreti rettorali del 10 settembre 1990 furono istituite la Facoltà di Scienze Economiche e Sociali (poi Facoltà di Economia) con i corsi di laurea in Economia bancaria, Economia finanziaria, Economia delle assicurazioni e Statistica, e la Facoltà di Ingegneria con un corso di laurea in Ingegneria informatica. Con il piano triennale 1991-93 fu inaugurata la Facoltà di Scienze con ulteriori corsi di laurea in Biologia e Geologia.
La Facoltà di Scienze Economiche e Sociali è stata gestita da una commissione tecnica fino al 31 ottobre 1994. La Facoltà di Ingegneria era gestita dall'analoga facoltà dell'Università di Salerno. A partire dal 1º novembre 1994 entrambe le facoltà hanno avuto piani autonomi e nello stesso anno nasce anche la Facoltà di Scienze Matematiche, Fisiche e Naturali che raccoglie due corsi di laurea in Biologia e Geologia, con sede inizialmente a Paduli fino al 1998, quando viene spostata a Benevento.
Il Consorzio per la Promozione della Cultura e degli Studi Universitari ha contribuito fortemente alla nascita dell'università fino alla sua liquidazione avvenuta l'8 novembre 2011. Il Consorzio fu istituito nel 1987 dalla camera di commercio, dalla provincia di Benevento e dal Comune. Successivamente altre istituzioni pubbliche si unirono al consorzio. Con decreto ministeriale n. 1524 del 29 dicembre 1997 l'Università degli Studi del Sannio fu ufficialmente riconosciuta e divenne autonoma il 1º gennaio 1998.

### Identità visiva

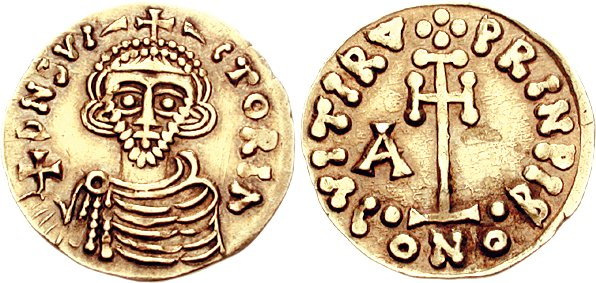
Un tremisse recante l'immagine di Arechi dopo aver ottenuto il titolo di princeps (principe)

Il logo rappresenta un'antica moneta raffigurante Arechi, duca di Benevento dal 758 al 774.

## Strutture
L'Università del Sannio conta tre Dipartimenti:
- Diritto, Economia, Management e Metodi quantitativi (DEMM);
- Ingegneria (DING);
- Scienze e Tecnologie (DST).

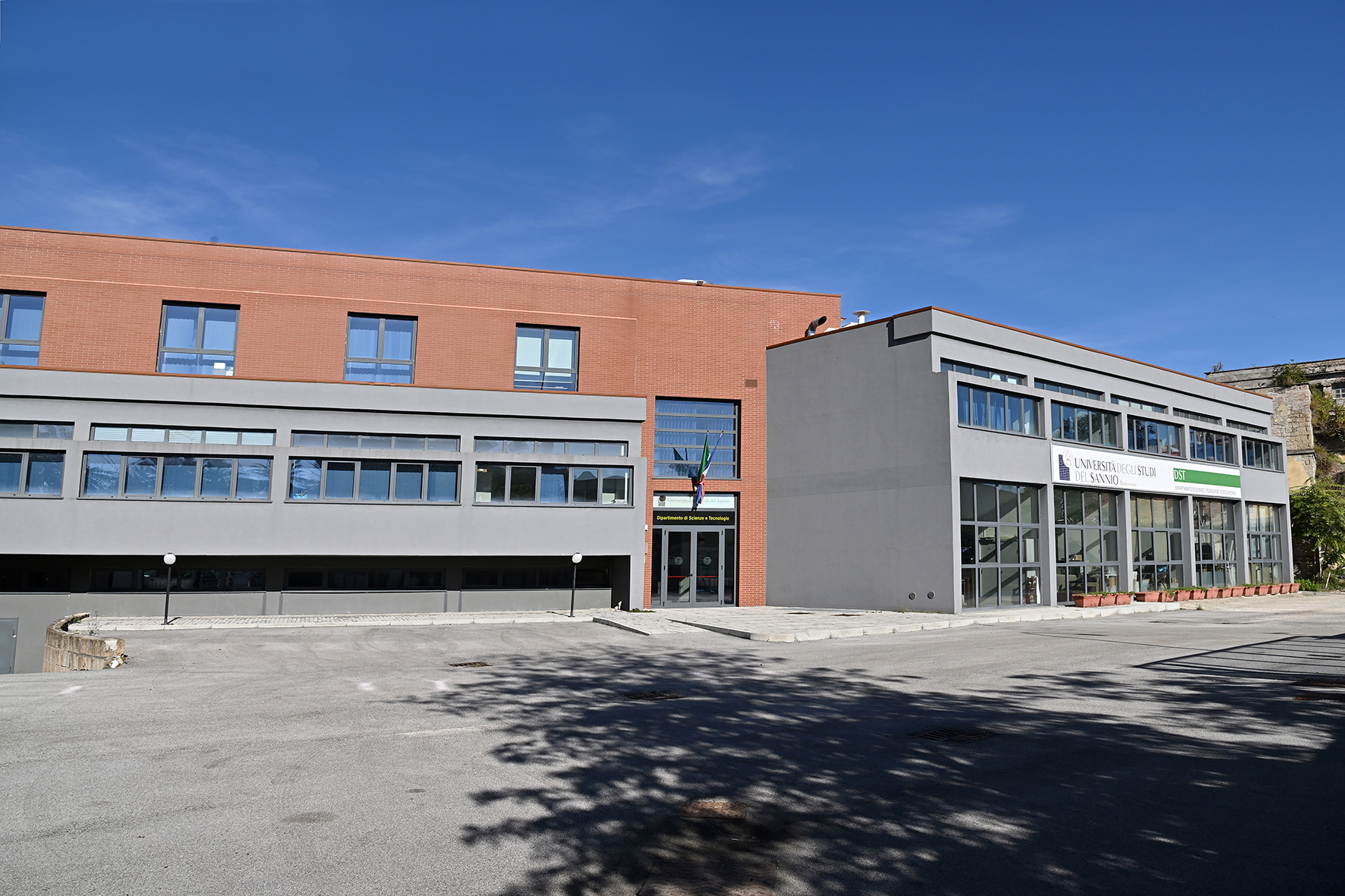
Dipartimento DST Via F. De Sanctis
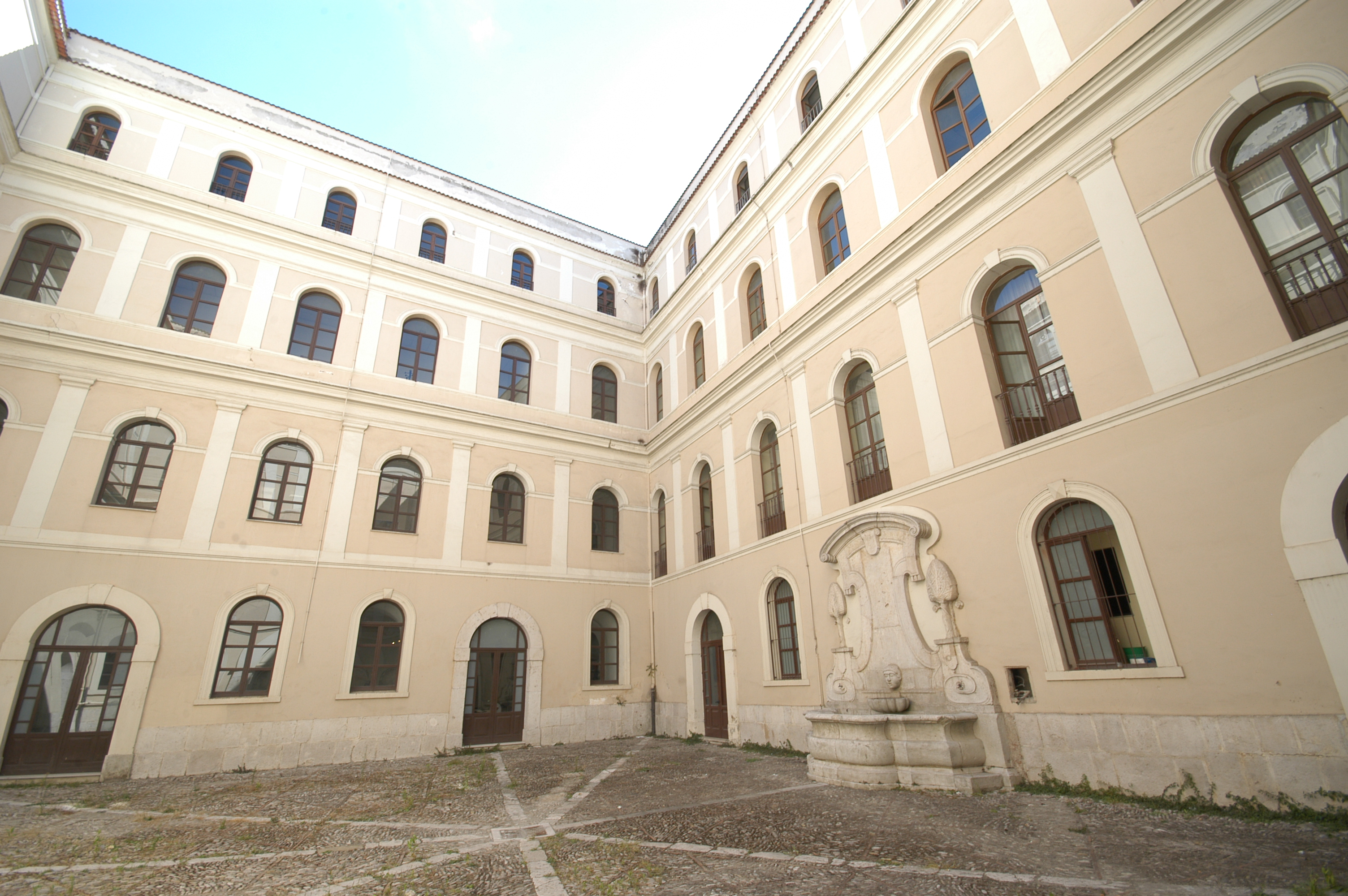
Dipartimento DEMM Palazzo De Simone
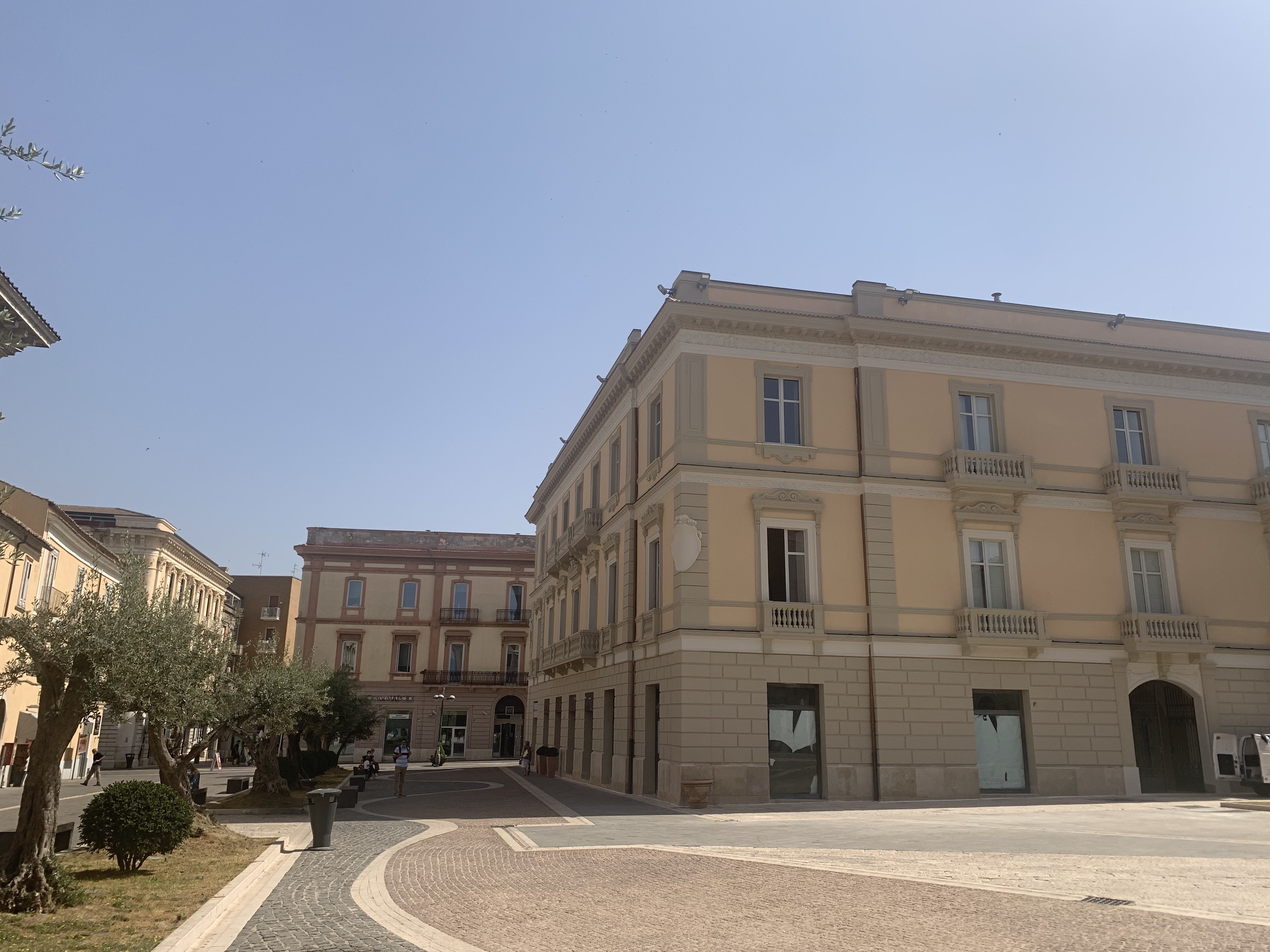
Dipartimento DING Palazzo Bosco Lucarelli

### Sedi
L'università dispone di diverse sedi in edifici storici sparsi per la città:
- Complesso di Sant'Agostino in Via De Nicastro.
- Complesso di San Vittorino in Via Tenente Pellegrini.
- Complesso Giannone a Piazza Roma.
- Palazzo Bosco Lucarelli sul corso Garibaldi.
- Palazzo ex Inps a Piazza Roma.
- Palazzo ex Poste in Via Traiano.
- Palazzo San Domenico a Piazza Guerrazzi.
- Polo didattico in Via delle Puglie.
- Polo della ricerca in Via De Sanctis.
- Cubo in Via dei Mulini.

### Biblioteca
- Biblioteca Centralizzata di Ateneo[4] - Palazzo De Simone

## Offerta formativa
L'offerta formativa è articolata in ventotto corsi di studio, a cui si aggiungono tre corsi di dottorato e altri corsi di perfezionamento e master:
- Lauree di primo livello in: 
  - Economia Aziendale
  - Economia Bancaria e Finanziaria
  - Scienze dell'Amministrazione Digitale
  - Scienze Statistiche e Attuariali
  - Ingegneria Civile
  - Ingegneria Elettronica per l'Automazione e le Telecomunicazioni (immatricolazioni fino a A.A. 2022/2023)
  - Ingegneria Elettronica e Biomedica
  - Ingegneria Energetica
  - Ingegneria Informatica
  - Geologia per la sostenibilità ambientale (immatricolazioni fino a A.A. 2021/2022)
  - Scienze Naturali, Geologiche e Ambientali
  - Biotecnologie
  - Scienze Biologiche
  - Scienze Motorie per lo Sport e la Salute

- Lauree Magistrali in: 
  - Giurisprudenza (Ciclo Unico)
  - Economia e Management
  - Ingegneria Civile
  - Ingegneria Elettronica per l'Automazione e le Telecomunicazioni (immatricolazioni fino a A.A. 2022/2023)
  - Ingegneria Energetica
  - Ingegneria Informatica
  - Ingegneria Biomedica
  - Electronics Engineering for Automation and Sensing
  - Geotecnologie per le Risorse, l'Ambiente e i Rischi
  - Scienze Statistiche e Attuariali
  - Scienze della Natura
  - Biologia
  - Biotecnologie genetiche e molecolari

- Lauree professionalizzanti in: 
  - Tecnologie alimentari per le produzioni dolciarie (immatricolazioni fino a A.A. 2022/2023)

- Corsi di Dottorato: 
  - Persona, Mercato, Istituzioni
  - Scienze e Tecnologie per l’Ambiente e la Salute
  - Tecnologie dell'Informazione per l'Ingegneria

## Rettori
- Pietro Perlingieri (1998-2000)
- Aniello Cimitile (2000-2006)
- Filippo Bencardino (2006-2013)
- Filippo de Rossi (2013-2019)
- Gerardo Canfora[6] (2019-2025)
- Maria Moreno[7] (2025-2031)